# Chadwick (cráter)
| Chadwick es un cráter de impacto que se encuentra en la cara oculta de la superficie de la Luna, justo más allá de la extremidad sudoeste, al noroeste del cráter De Roy. Antes de recibir su nombre actual por la UAI, fue designado De Roy X. Esta región de la superficie lunar se encuentra en el extremo sur de la manta de material expulsado que rodea la cuenca de impacto del Mare Orientale. Chadwick es más o menos circular, con un borde afilado. La pared interna es algo más ancha hacia el sur-sureste, dando al cráter una ligera curva hacia afuera, del lado de De Roy. El borde no se ha erosionado de manera significativa, y no está marcado por otros impactos. La superficie interior tiene un aspecto un tanto irregular. Este cráter se encuentra dentro de la Cuenca Mendel-Rydberg, una amplia depresión de impacto del Período Nectárico de 630 km. |